# Hell Station
Hell Station (Hell stasjon) er en jernbanestation, der er forgreningsstation mellem Nordlandsbanen og Meråkerbanen. Den ligger ved byområdet Hell i Stjørdal kommune i Norge. Stationen består af nogle få spor, to perroner og en stationsbygning med ventesal, der ligesom pakhuset er opført i gulmalet træ.
Stationen åbnede da Meråkerbanen mellem Trondheim og Storlien i Sverige blev taget i brug 17. oktober 1881. Den blev flyttet et stykke vestpå i 1902, da den første del af Nordlandsbanen fra Hell til Stjørdal og Levanger blev taget i brug. Stationen blev fjernstyret 11. januar 1976 og gjort ubemandet 1. november 1992. 6. januar 2008 overgik strækningen mellem Trondheim og Hell formelt fra Meråkerbanen til Nordlandsbanen, hvorefter Meråkerbanen har sit udgangspunkt i Hell.
Den første stationsbygning blev opført til åbningen i 1902 efter tegninger af Peter Andreas Blix. Den var af samme type som de bevarede bygninger i Gudå og Ranheim. Da stationen blev flyttet vestpå i 1902 opførtes en ny og større stationsbygning efter tegninger af Paul Armin Due. Den gamle bygning blev flyttet til Sunnan Station i 1905 og revet ned der i 1978.
Hell Station er blevet en turistattraktion, fordi Hell på engelsk betyder helvede. Turister, især fra udlandet, besøger stationen for at tage billeder af stationsskiltet og skiltet med teksten Hell Gods - expedition på pakhuset. Det er den gamle skrivemåde for godsekspedition, men det har også en speciel betydning på engelsk, nemlig "Guds ekspedition".